# 邁爾季省
邁爾季省（阿拉伯语：‎）是利比亞的一個省，位於該國東北部，北臨地中海。面積10,000平方公里。2003年人口116,318人。首府邁爾季。
1. ↑  . statoids.com.   [27 October 2009].